# I (kana)
い in hiragana of イ in katakana (Hepburn: i) is een Japanse kana die het geluid i vertegenwoordigt. In het moderne Japanse alfabet neemt de kana de tweede positie in, tussen あ en う.

## Schrijfvolgorde
De hiragana い wordt gemaakt met twee bewegingen:
1. Begin met een lijn van boven naar beneden, met een bocht, dat eindigt met een piepklein streepje naar boven (een Hane).
2. Maak dan een kleiner streepje, in tegengestelde richting, naast de lijn die je eerder maakte.

Ook de katakana イ wordt gemaakt met twee bewegingen:
1. Begin met een diagonale lijn (dat naar links en naar beneden gaat) dat wordt gemaakt van rechts naar links.
2. Maak daarna een verticale lijn onder de diagonale lijn uit stap 1.